# Euphyia plumbeipennis
Euphyia plumbeipennis là một loài bướm đêm trong họ Geometridae.